# Maladera modesta
Maladera modesta är en skalbaggsart som beskrevs av Leon Fairmaire 1881. Maladera modesta ingår i släktet Maladera och familjen Melolonthidae. Inga underarter finns listade i Catalogue of Life.